# Slaven Bilić
Slaven Bilić [ˈslaʋɛn ˈbiːlitɕ] (født 11. september 1968 i Split, Jugoslavien) er en tidligere fodboldspiller og har senest været træner for West Bromwich Albion F.C.
Han spilllede i sin tid som professionel fodboldspiller for Premier League-klubber som West Ham United og Everton, hvor han dengang spillede som forsvarsspiller. Han spillede også på Kroatiens landshold, hvor han nåede at spille 44 kampe og score 3 mål.
Siden han stoppede sin karriere som fodboldspiller, har han været træner. Han var først træner for barndomsklubben i hjemmelandet Hajduk Split, dernæst for Kroatien U/21, Kroatiens A-landshold, Lokomotiv Moskva og tyrkiske Beşiktaş. I 2015 blev han træner for West Ham.